# Education City

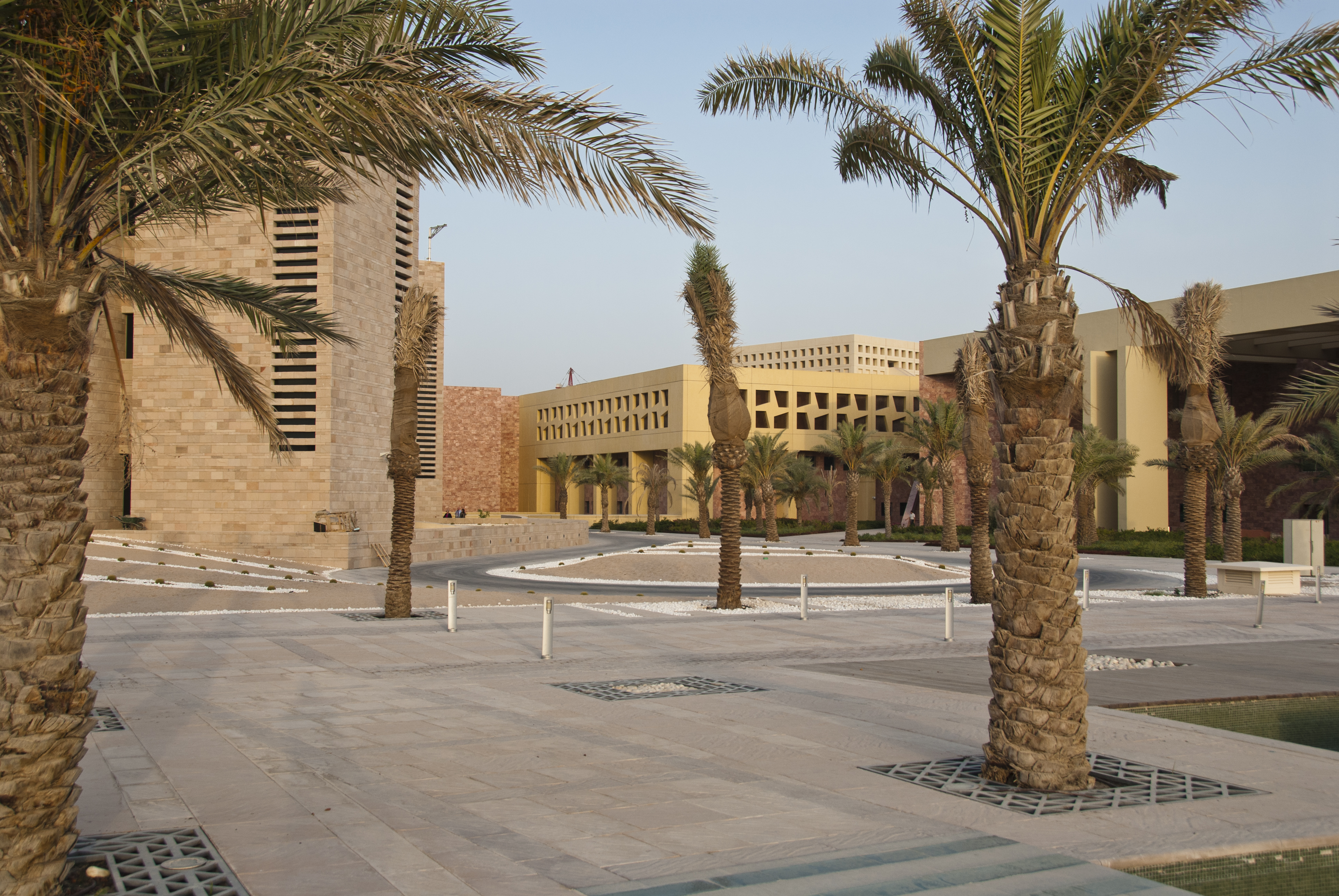
Gebäude der Texas A&M University at Qatar in Education City

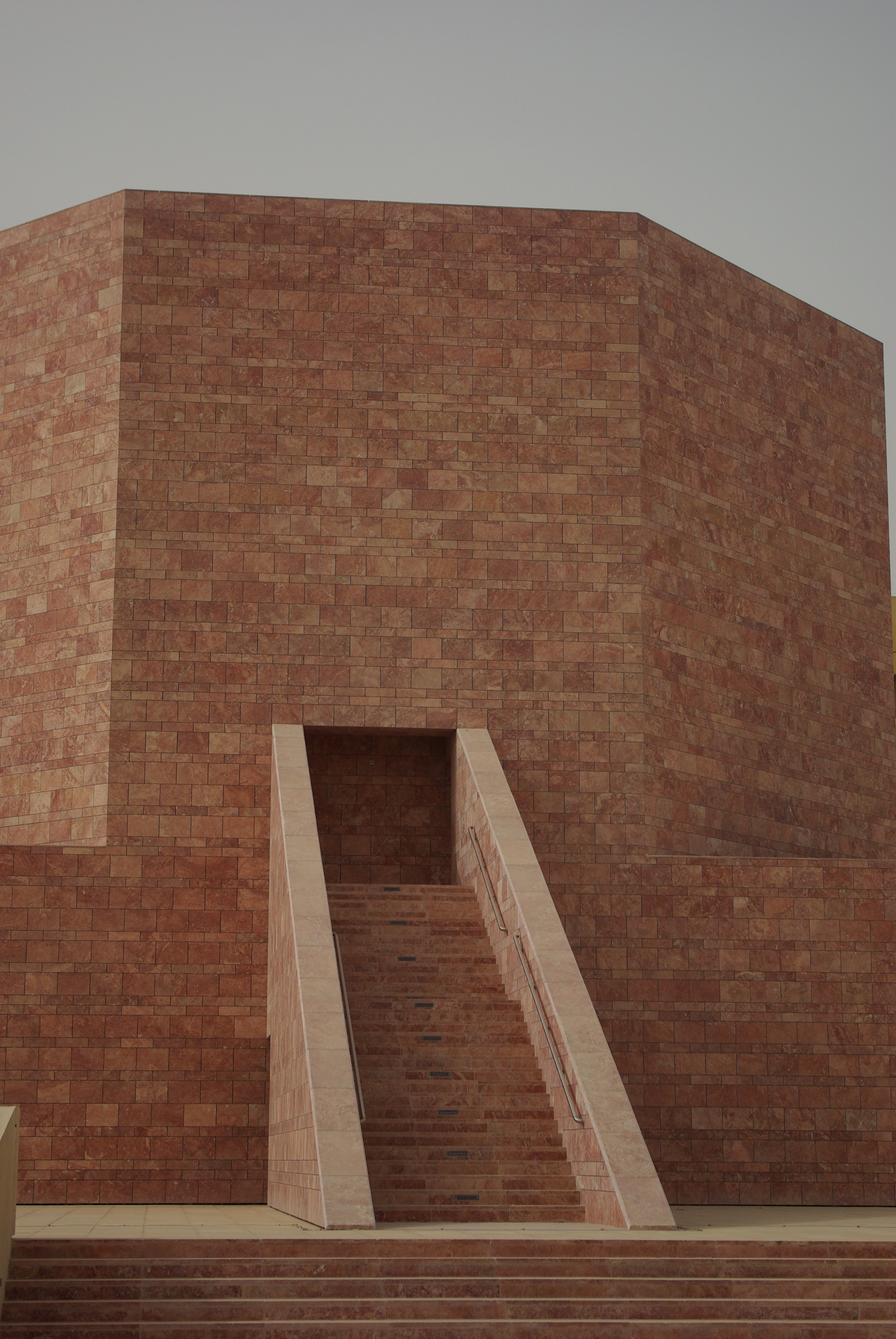
Weiteres Gebäude

Education City (deutsch Bildungsstadt, arabisch المدينة التعليمية, DMG al-Madīna at-taʿlīmiyya) ist ein Neubauviertel am Rande von Doha, der Hauptstadt von Katar. Das Stadtquartier wurde nach Plänen des japanischen Architekten Arata Isozaki entworfen. Es beherbergt die Ableger mehrerer amerikanischer und anderer westlicher Universitäten. Das Projekt wird von der Katar-Stiftung mit Milliardeninvestitionen aus der Öl- und Gasförderung finanziert und gilt als Vermächtnis der Ehefrau des bis 2013 herrschenden Scheichs, Musa bint Nasser al-Missned.

## Einrichtung
Der bisher gesellschaftlich eher niedrige Stellenwert von Bildung in Katar soll durch die Education City angehoben werden und die Talentabwanderung aus dem Nahen Osten stoppen bzw. umkehren. Dafür stehen Einrichtungen von der frühkindlichen bis zur postgradualen Bildung zur Verfügung, die für Interessenten jeglicher Nationalität und für beide Geschlechter offenstehen. Neben den Ländern des Nahen Ostens stammten die 2000 Studierenden des akademischen Jahres 2006/07 aus 45 Ländern, darunter Indien, Pakistan, Bosnien, den Vereinigten Staaten, Neuseeland und Südafrika. Sie sollen eine Brücke zwischen den unterschiedlichen Kulturen bauen, wie Musa bint Nasser ihre Zielvorgabe beschreibt: „We believe in the urgency of meeting other civilizations, but not in melting into them. And we believe in the power of education to guide us toward this goal.“ Etwa die Hälfte der Absolventen 2013 stammten aus dem Land selbst.
Die einzelnen Universitäten haben volle Entscheidungshoheit über ihre Lehrpläne, Mitarbeiter und Zulassungen. Das Bewerbungsverfahren sei sogar egalitärer als in den Vereinigten Staaten, weil hier allein auf Leistungen gesehen werde, statt andere Traditionen und Verbindlichkeiten zu beachten. Nach erfolgter Zulassung vergibt die Qatar Foundation nach der finanziellen Situation des Studierenden zinsfreie Darlehen, die sich um zehn Prozent für jedes Jahr reduzieren, in dem die Absolventen weiter in Katar arbeiten.
Die Education City liegt auf dem Stadtgebiet von ar-Rayyan in der westlichen Peripherie der Hauptstadt Doha und umfasst etwa 2500 Acres oder 14 km² Grundfläche. Hier befindet sich der Standort des neuen Gebäudes der Nationalbibliothek Katars, das Rem Koolhaas entworfen hat. Weitere Einrichtungen der Education City sind die Doha Debates, die politische Themen monatlich frei diskutieren und auf BBC World ausgestrahlt werden, und der Sitz des Kinderkanals von Al Jazeera. 2011 wurde hier das Arabische Museum für moderne Kunst in einer umgebauten früheren Schule eröffnet. Das Viertel erhielt ein eigenes Straßenbahnsystem, die Straßenbahn Education City, dessen erster Abschnitt Ende 2019 in Betrieb genommen wurde.
Auf viele Einheimische wirkt der Ort befremdlich, da dort kaum Hinweise in arabischer Schrift zu finden sind und die englische Sprache dominiert.

## Studiengänge

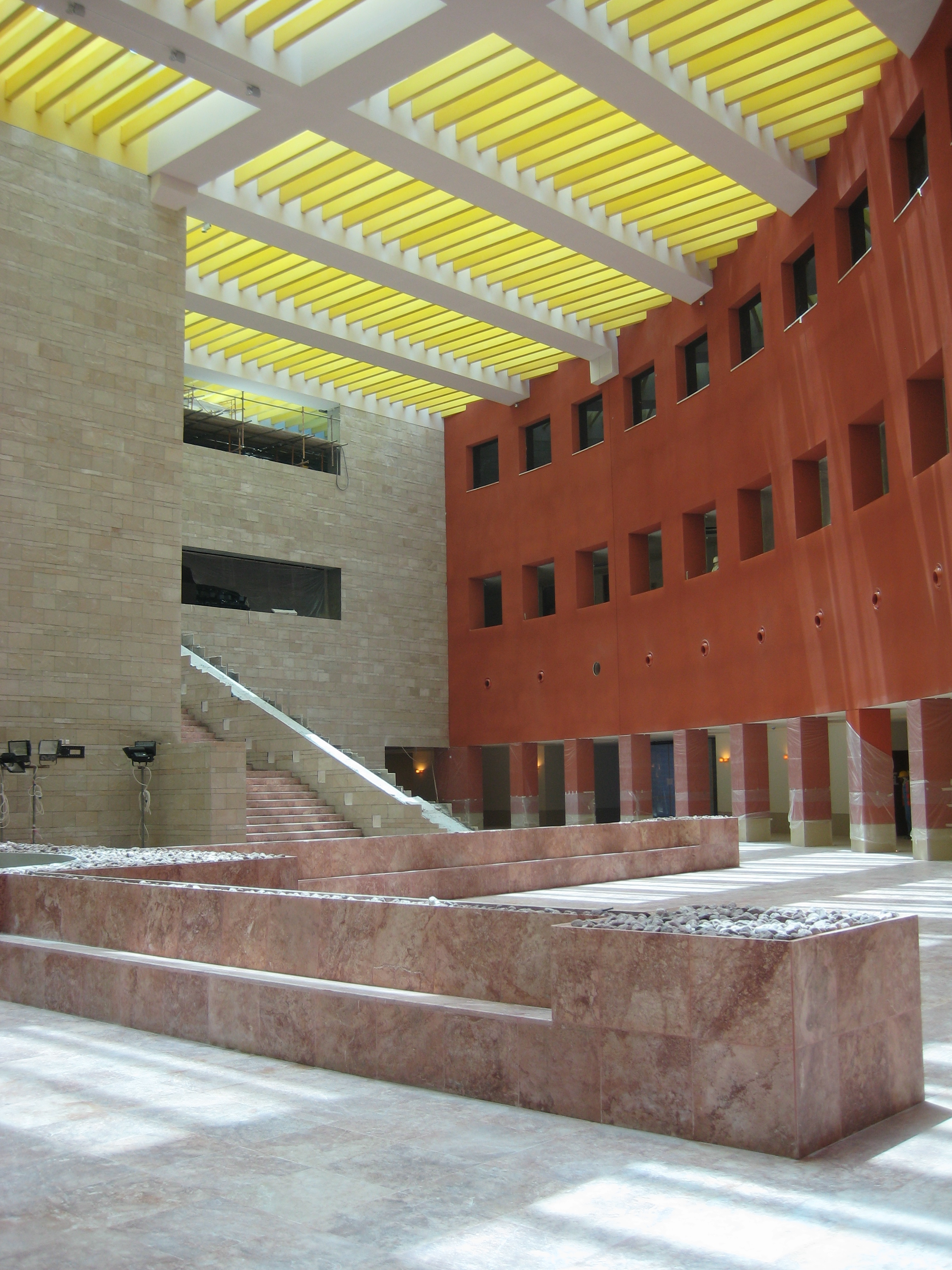
Atrium des Gebäudes der Carnegie Mellon University in Education City

Unter anderem folgende Studiengänge werden von zwölf Partneruniversitäten (Stand Mai 2015) angeboten:
- Seit 1998 Virginia Commonwealth University: Design und Modedesign
- Seit 2001 Cornell University: Medizin
- Seit 2003 Texas A&M University at Qatar: Chemie, Elektrotechnik, Maschinenbau, Erdöl- und Erdgastechnik,
- Seit 2004 Carnegie Mellon University: Wirtschaftswissenschaften und Informatik
- Seit 2005 Georgetown School of Foreign Service: Internationale Politik
- Seit 2008 Northwestern University: Journalismus
- Seit 2011 HEC Paris in Qatar
- Seit 2012 University College London: Archäologie, Bibliothekswesen, Museologie[3]